# سرير الأسرار (فلم)
سرير الأسرار هو فيلم مغربي من كتابة وإخراج الجيلالي فرحاتي سنة 2013، مقتبس عن رواية بنفس العنوان للروائي المغربي البشير الدامون. الفيلم من بطولة كل فاطمة الزهراء بناصر، راوية، ماجدولين الإدريسي، حسنة الطمطاوي والجيلالي فرحاتي.

## القصة
يحكي الفيلم قصة فتاة معروفة محليا باسم ابنة زاهية، حيث تعيش هذه الفتاة في منزل يعرف بالدار الكبيرة وتحت ظل امرأة تدعى الزاهية تمتهن البغاء، لكن ابنة الزاهية تنجذب بعنف إلى ماضيها في محاولة منها لتكتشف من هي حقا، في نفس اليوم الذي اختارت فيه والدتها أن تخبرها بكل شيء

## أبطال العمل
- فاطمة الزهراء بناصر
- راوية
- ماجدولين الإدريسي
- حسنة الطمطاوي
- الجيلالي فرحاتي
- غيثة بلخدير
- نرمين جبلي

## جوائز
فاز الفيلم بجائزة السيناريو وجائزة التصوير خلال المهرجان الوطني للفيلم بطنجة.